# Vitamina B₁₂
La vitamina B₁₂ o cobalamina és una vitamina hidrosoluble que participa en el metabolisme. És un terme genèric per referir-se a corrinoides que presenten l'activitat biològica de la cobalamina. És una de les vuit vitamines B.

## Salut humana
El contingut de cobalamina al cos s'estima entre 2-3 mg en adults saludables. Al voltant de la meitat de la vitamina es troba al fetge, i també en grans quantitats al ronyó. Molt poca quantitat de cobalamina es troba lliurement en els teixits. La cobalamina es recicla a través d'un mecanisme de transport actiu.
La grandíssima majoria de la capacitat d'absorció de la vitamina B₁₂ es concentra a l'ili terminal, per la qual cosa les persones que han passat per una resecció d'aquesta part del cos superior a 60 cm o que la tenen molt afectada per un trastorn com la malaltia de Crohn són especialment susceptibles a patir carència de vitamina B₁₂ i sovint necessiten injeccions d'aquesta vitamina. Tanmateix, amb dosis prou elevades, la capacitat d'absorció de la resta del tracte digestiu pot ser suficient per evitar la carència de vitamina B₁₂.
La principal ruta d'excreció de la vitamina és a través de la femta, amb unes pèrdues diàries de 0,1-0,2 % de les reserves. En cossos sans i dietes variades, es perd molt poca cobalamina, per la qual cosa la deficiència d'aquesta vitamina pot tardar anys en manifestar-se, fins i tot quan no se n'ingereix o absorbeix gens.
En una opinió científica, l'Agència Europea de Seguretat Alimentària (EFSA) indica que una ingesta d'1,5–2 μg diaris sembla un mínim necessari per a mantenir l'estat hematològic normal en adults. Tanmateix, l'EFSA va considerar que l'enfocament basat en l'estat dels biomarcadors de la cobalamina seria el més indicat per determinar els requeriments diaris d'aquesta vitamina. En aquest sentit, els estudis indicaven una ingesta de 4 μg diaris en adults. A més, recomana una ingesta de 0,5 μg diaris addicionals durant l'embaràs, i 1 μg diaris més durant la lactància. Així mateix, l'EFSA no va trobar proves que un excés de cobalamina podria suposar un problema de salut.